# Hermínia Silva
Hermínia Silva Leite Guerreiro GCIH (Lisboa, Socorro, Hospital de São José, 23 de outubro de 1907 — Lisboa, Coração de Jesus, 13 de junho de 1993) foi uma fadista de renome e atriz portuguesa.

## Biografia
Hermínia Silva nasceu no Hospital de São José, em Lisboa, a 23 de outubro de 1907, sendo filha de pai incógnito e de Josefina Augusta, natural de Samora Correia e viúva há cinco anos de Manuel Joaquim Lopes Ramos. Foi batizada na igreja do hospital de São José a 5 de novembro de 1907, não tendo sido cobrado o ato de batismo devido à pobreza da família. Tinha dois irmãos: Emília, a mais velha e Artur, o mais novo. Quando tinha apenas oito meses, a família mudou-se para o bairro do Castelo. 
Chegou a ser aprendiz de alfaiate numa alfaiataria na Rua dos Fanqueiros, mas cedo começou a interessar-se por uma vida artística. Frequentadora da Sociedade de Recreio Leais Amigos, acaba por se inscrever no grupo como amadora na arte de representar, em 1925, tendo cantado os primeiros fados acompanhada ao piano. Cedo se tornou presença notada nos retiros de Lisboa, que não hesitaram em contratá-la, pela originalidade com que cantava o fado. 
A Canção dos Bairros de Lisboa estava-lhe nas veias, não fora ela nascida, ali mesmo junto ao Castelo de São Jorge. As "histórias" dos amores da Severa com o Conde de Vimioso estavam ainda frescas na memória do povo.
Rapidamente, a sua presença foi notada nos retiros, e passados poucos anos, em 1929, Hermínia Silva estreava-se numa revista do Parque Mayer. Era a primeira vez que o Fado vendia bilhetes na Revista. Alguns jornais da época, referiam-se a ela, como a grande vedeta nacional, chegando a afirmar-se, que a fadista tinha "uma multidão de admiradores fanáticos". A sua melismática criativa, a inclusão no fado, de letras menos tristes, por vezes com um forte cunho de crítica social, e o seu empenho em trazer para o fado e para a guitarra portuguesa, fados não tradicionais, compostos por maestros como Jaime Mendes, compositores como Raul Ferrão, criando assim o chamado "fado musicado", aquele fado cuja música corresponde unicamente a uma letra, se bem que composto segundo a base do Fado, e em especial, tendo em atenção as potencialidades da guitarra portuguesa.
Hermínia Silva torna-se assim, sem o haver planeado, num dos vértices do Fado, tal qual ele existe, enquanto estilo musical: Alfredo Marceneiro foi o primeiro vértice, o da exploração estilística do Fado Tradicional. Viria a trazer o Fado para as grandes salas do Teatro de Revista, e viria a "inaugurar" a futura Canção Nacional, com acompanhamentos de grandes orquestras, dirigidas por maestros, que também eram compositores. A sua fama atingiu um tal ponto que o cinema, quis aproveitar o seu sucesso como figura de grande plano.[carece de fontes?]
Efectivamente, nove anos depois de se ter estreado na Revista, Hermínia integra o elenco do filme de Chianca de Garcia, Aldeia da Roupa Branca (1938), num papel que lhe permite cantar no filme.  Nascera assim, a que viria a ser considerada, a segunda artista mais popular do século XX português, depois de Amália Rodrigues, o terceiro vértice do Fado, ainda por nascer.[carece de fontes?]
Depois de várias presenças no estrangeiro, com especial incidência no Brasil e em Espanha, Hermínia aposta numa carreira mais concentrada em Portugal. O seu conhecido e parodiado receio em andar de avião, inviabilizou-lhe muitos contratos que surgiam em catadupa. Mas, Hermínia estava no Céu, na sua Lisboa das sete colinas.[carece de fontes?]
Em 1943 é chamada para mais um filme, o Costa do Castelo, em 1946 roda o Homem do Ribatejo, passando regularmente pelos palcos do Parque Mayer, fazendo sucesso com os seus fados e as suas rábulas de Revista. Efectivamente, consegue alcançar tal êxito no Teatro, que o SNI, atribui-lhe o "Prémio Nacional do Teatro", um galardão muito cobiçado na época. Até 1969, em O Diabo era Outro, a popularidade da fadista encheu os écrans dos cinemas de todo o país. Vieram mais revistas, mais recitais, muitos discos de sucesso.
Casou em Lisboa, na igreja do Coração de Jesus, a 27 de março de 1949, com Vítor Manuel Teixeira Leite Guerreiro, natural de Lisboa, filho de João Eduardo Guerreiro, natural de Valença do Minho, e de Maria Adelaide Teixeira Leite Guerreiro, natural do Porto.
A sua carreira prossegue muito ligada ao teatro, actuando em diversas peças nos palcos do Teatro Maria Vitória, Variedades, Apolo, Politeama ou Avenida. Neste último Teatro Avenida é-lhe prestada uma homenagem em dezembro de 1945. 
Mas, para quem quisesse conhecer a grande Hermínia bem mais de perto, ainda tinha a oportunidade de ouro, de vê-la ao vivo e a cores, sem microfone, na sua casa: o Solar da Hermínia, restaurante que manteve quase até ao fim da sua vida artística.[carece de fontes?]
Felizmente, o Estado Português, o Antigo e o Contemporâneo, reconheceu Hermínia Silva. São vários os Prémios e Condecorações, as distinções e as nomeações, justíssimas para uma artista, que fez escola, e que hoje, constitui um dos três maiores nomes da Canção Nacional, ao lado de Marceneiro e de Amália, que por razões diferentes, pelos "apports" de forma e conteúdo distintos que trouxeram à Canção de Lisboa, fizeram dela, o Fado, tal qual hoje é entendido, cantado, tocado e formatado.[carece de fontes?]
A fadista cantou quase até falecer.
Morreu a 13 de junho de 1993, aos 85 anos, na freguesia do Coração de Jesus, em Lisboa. Está sepultada no Cemitério dos Prazeres, em Lisboa. Morria assim uma das maiores vedetas do Fado e do Teatro de Revista português.[carece de fontes?]

## Condecorações
- Medalha de Ouro da Cidade de Lisboa [8][9][10]

- Comendadora da Ordem do Infante D. Henrique (24 de agosto de 1985) [11]
- Grã-Cruz da Ordem do Infante D. Henrique (10 de Junho de 1990) [11]

## Peças de teatro
- 1933 - Opistarim - Teatro Maria Vitória
- 1939 - Na Ponta da Unha - Teatro Maria Vitória
- 1939 - O Banzé - Teatro Maria Vitória
- 1942 - Voz do Povo - Teatro Maria Vitória
- 1944 - A Rosa Cantadeira (Opereta) - Teatro Apolo[12]
- 1951 - Daqui Ninguém me Tira - Teatro Avenida
- 1953 - Lisboa Antiga - Teatro Apolo[13]
- 1954 - Mãos no Ar - Teatro Apolo
- 1957 - Já Vais Aí? - Teatro ABC
- 1964 - Ai Venham Vê-las - Teatro ABC
- 1965 - Zona Azul - Teatro ABC
- 1975 - Afinal Como É - Teatro ABC

## Filmografia
Fez parte do elenco dos filmes: 
- Aldeia da Roupa Branca, realizado por Chianca Garcia (1938)
- O Costa do Castelo, realizado por Artur Duarte (1943)
- Um Homem do Ribatejo, realizado por Henrique Campos (1946)
- Ribatejo, realizado por Henrique Campos (1949)
- Fado - Lisboa 68, documentário realizado por António de Macedo (1968) [14]
- O Diabo Era Outro, realizado por Constantino Esteves (1969)

## Marcos principais da carreira
- 1920 Canta para Alfredo Marceneiro e para os amigos, entre os quais Armandinho, que adoravam ouvir a "miúda".
- 1926 Começa a cantar no Valente das Farturas, no Parque Mayer. Alfredo Marceneiro canta ao lado, no Júlio das Farturas. [7]
- 1929 Na Esplanada Egípcia, no Parque Mayer, interpreta Ouro Sobre Azul, De Trás da Orelha e Off-Side.
- 1932 Ainda no Parque, muda-se para o Teatro Maria Vitória, onde actua na opereta A Fonte Santa.
- 1933 Ingressa no Teatro Variedades, onde é segunda figura, logo a seguir a Beatriz Costa. Canta e representa em inúmeras revistas.
- 1958 Inaugura o Solar da Hermínia, no Bairro Alto, ao qual se dedicará de tal forma que deixa o teatro de revista. [3]
- 1970 Faz uma digressão de 3 meses ao Brasil.
- 1982 Fecha o Solar da Hermínia, o ponto de referência da sua carreira e onde inúmeros artistas despontaram.
- 1987 Na discoteca Loucuras! dá um espectáculo memorável, na presença do então Presidente da República, Mário Soares.